# ダニー・マッカスキル
ダニー・マッカスキル（Danny MacAskill、1985年12月23日 - ）はスコットランドのトライアルサイクリスト。彼はSanta Cruz Bicyclesのストリートトライアル・マウンテンバイクライダーとしてプロとして活動している。彼のYouTubeチャンネルには50万人以上の登録者がおり、サンフランシスコ・クロニクル紙は彼を「地球上で最もエキサイティングなストリートライディング・マウンテンバイカーの一人」と呼んだ。

## 経歴
2009年4月、彼は同居人のDave Sowerbyが撮影した5分間のストリートトライアルビデオをYouTubeに公開した。このビデオは、バンド・オブ・ホーセズの "The Funeral "に合わせてマカスキルが行うスタントをフィーチャーし、広くメディアの注目を集めた。
2009年4月の時点で、マッカスキルは1日数時間の練習を12年以上続けている。フルタイムで乗馬をするために整備士の仕事を辞め、現在はグラスゴーに住んでいる。2009年6月、マッカスキルはDovesのシングル「Winter Hill」のミュージックビデオに出演。
2009年9月、マッカスキルはスコットランドの求人サイトs1jobs.comの代理としてThe Leith Agencyによって撮影されたテレビ広告のフォーカスを当てた。
2010年11月16日、マッカスキルはRed Bull Media Houseが制作した新しいビデオ『Way Back Home』を発表。このビデオでは、エディンバラ城、ノース・バーウィック線、フォース橋の下にあるインチガーヴィー島の戦時中の地下壕、スコットランド高地のクルアチャン・ダムなど、スコットランド各地のロケーションが紹介されている。2011年5月、ライカカメラは、ケープタウンの街でトリックを披露する彼をフィーチャーしたGo Playのプロモーションビデオをリリース。2011年8月9日、Cut MediaはStu Thomsonが監督したIndustrial Revolutionsというビデオをリリース。ベン・ハワードの "The Wolves "に合わせたこのビデオは、廃墟と化したスコットランドの製鉄所でトリックを披露するマッカスキルをフィーチャーしている。これはマイク・クリスティのチャンネル4のドキュメンタリー番組『Concrete Circus』のために制作された。
2011年、マッカスキルはInspired Bicyclesとともに、彼のシグネチャーモデルであるトライアルフレーム "Inspired Skye "をリリースした。
2012年、マッカスキルは映画『Premium Rush』でスタントを披露した。マッカスキルは現在、ドイツのエージェンシーRasoulutionにマネージメントされている。
2013年5月上旬、マッカスキルはスポンサーシップ・パートナーのLezyneによって台湾の台中に招待され、「Danny MacAskill in Taiwan - powered by Lezyne」と題したライディング・ビデオを撮影した。2013年夏、マッカスキルはYouTubeで「Imaginate」と呼ばれるトライアル・バイク・プロジェクトを公開した。2014年5月、マッカスキルはRed Bull Media Houseを通じて、アルゼンチンのエペクエン（Epecuen）でロケ撮影された『Epecuen』という別のビデオを公開した。
2014年10月、マッカスキルと長年のコラボレーターであるカット・メディアのステュー・トムソンは、『The Ridge』というタイトルの映画を発表した。これは彼の故郷であるスカイ島で撮影されたもので、険しく岩だらけのキュイリン・リッジに沿っている。この映画には、ダニーとカット・メディアのスタッフがバイラル・フィルムを制作する様子を記録したBBCスコットランドの番組『Riding the Ridge』が付随していた。同じくカット・メディアが制作した『Cascadia』は2015年11月に登場。
2020年1月7日、ザ・プロクレイマーズの「I'm on My Way」をフィーチャーしたビデオ「Danny Macaskill's Gymnasium」がリリースされた。
2021年1月、マッカスキルはスコットランド、スカイ島のコルイスク湖からそびえ立つ人里離れたダブ・スラブ（Dubh Slabs）の500メートル区間をライドダウンするビデオ『Danny MacAskill - The Slabs』をリリース。ビデオはスコットランドのCOVID-19規制が一時的に緩和された2020年9月に撮影され、アーケイド・ファイアの「No Cars Go」という曲とともに公開された。ビデオは公開から2日で100万回以上の再生回数を記録した。マッカスキルはX-Games MTB Realシリーズに出場し、そのユニークなトリックで動画が拡散された。